# 周春芽
周春芽（1955年—），重庆人，是一位中国画家。

## 生平
1982年毕业于四川美术学院绘画系版画专业，周春芽追随着同时期艺术家的脚步投入新潮运动，脱离中国传统学术上的现实主义学派，取而代之的是注入更多个人诠释。后赴德国深造，其他艺术家专注于改变整体环境，在德国卡塞尔大学攻读的周春芽，则浸淫于印象派、立体主义以及表现主义当中，在学习的过程中他找到了自己在新表现主义中独树一格的特性。1986至1988年，周春芽在德国卡塞尔综合大学攻读，期间的经验再进一步促成他独有的东西合璧风格。这里呈献的珍藏作品搜集周春芽作为艺术家的重要成长期和发展期的作品，包罗由他学生时代的早期实验性作品到1990年后表现主义完全成熟期的作品。综观整个作品集，可见周春芽全心全意研习印象主义、立体主义，特别是看到他对德国的新表现主义的深爱。过了不久，周春芽的笔法变得激烈、低沉、深思和粗阔。这些新学成的艺术形式，是周春芽回顾自己作为中国人的文化背景和美术传承，与及在西方修习美术的技巧和体验的实证。于1988年毕业于德国卡塞尔综合大学自由艺术系，现任四川省美术家协会副主席。
周春芽是中国当代表现主义画家之一。20世纪80年代的成名作《藏族一代》。自90年代开始，他以德国爱犬“黑根”为主题创作的《绿狗》系列，赢得了广泛的赞誉。同时也是第一届艺术与设计大奖赛候选人。“红人”系列继续发展的“桃花”系列為事业发展的新阶段。2010年成立中国首个个人现当代艺术研究院——上海周春芽艺术研究院。